# 편광현미경

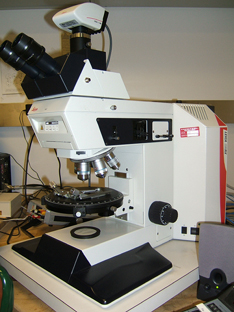
편광현미경

편광현미경(偏光顯微鏡, 영어: polarization microscope)은 박편의 암석과 미네랄을 식별하기 위해 암석과 광학광물에 사용되는 광학현미경의 일종이다.
편광현미경은 19세기 초에 영국의 윌리엄 니콜(William Nicol, 1768∼1851)에 의해 고안된 것으로, 보통의 현미경에 방해석(方解石)으로 만든 편광판(板)을 장치한 것이다. 방해석을 통과한 통상광(通常光)은 진동방향이 다른 두 편광으로 갈라진다. 이 성질을 이용하여 여러 가지 광물 결정의 광학적 성질을 알아볼 수 있다.
연마기로 암석이나 광물의 엷은 조각을 만들어 편광현미경으로 광물의 종류나 성질을 조사할 수 있다.

## 광물의 광학적 성질

### 투명 광물/불투명 광물
- 암석 박편(암석을 0.03mm로 연마)에서 비교.
- 투명 광물(규산염 광물 등): 박편에서 빛이 통과.
- 불투명 광물(금속 광물 등): 박편에서 빛이 통과하지 못함.

### 광학적 이방체/광학적 등방체
- 단굴절과 복굴절로 나뉨.
- 광학적 등방체(석류석, 금강석, 형석, 암염 등): 빛이 광물 내부를 진행할 때 단굴절하는 광물(모든 방향에서 같은 속도).
- 광학적 이방체(방해석 등): 빛이 광물 내부를 진행할 때 복굴절하는 광물(빛의 방향에 따라 진행 속도 달라짐). 광학적 이방체는 진동 방향이 다른 두 개의 광선으로 갈라짐.

### 편광
자연광은 진행하는 방향에 대해 수직인 모든 방향으로 진동하면서 직진하지만 자연광이 이방체 결정을 통과할 때는 빛이 어떤 일정한 평면 내에서만 진동하게 되는데 이러한 빛을 편광이라고 한다.

## 편광현미경의 구조와 특징

### 편광현미경
광물 박편을 관찰할 때 한 방향으로만 진동하는 빛을 이용하여 광물의 광학적 성질을 관찰하는 현미경으로 일반 현미경과 달리 일정한 방향으로 진동하는 빛만 통과시키는 편광판이 장착되어 있다. 하부편광판은 고정되어 있고 상부편광판은 끼웠다 뺐다 할 수 있으며 편광현미경의 재물대는 360도 회전이 가능하다.

#### 광학 현미경과의 차이점
버틀랜드 렌즈, 편광판이 존재하며 재물대가 회전한다.

### 하부 편광판

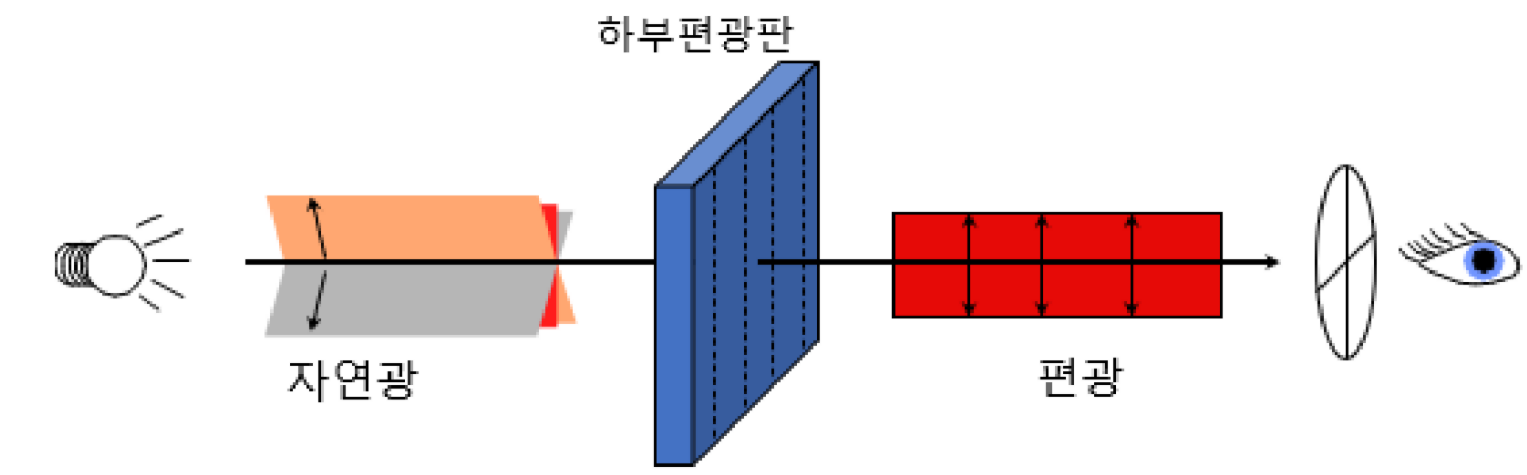
하부 편광판의 구조

편광을 형성한다. 광량만 1/2로 줄어든 상태로 일반 현미경과 동일 상태이다. 상부 편광판이 제거된 상태를 개방니콜이라고 한다.

### 직교니콜

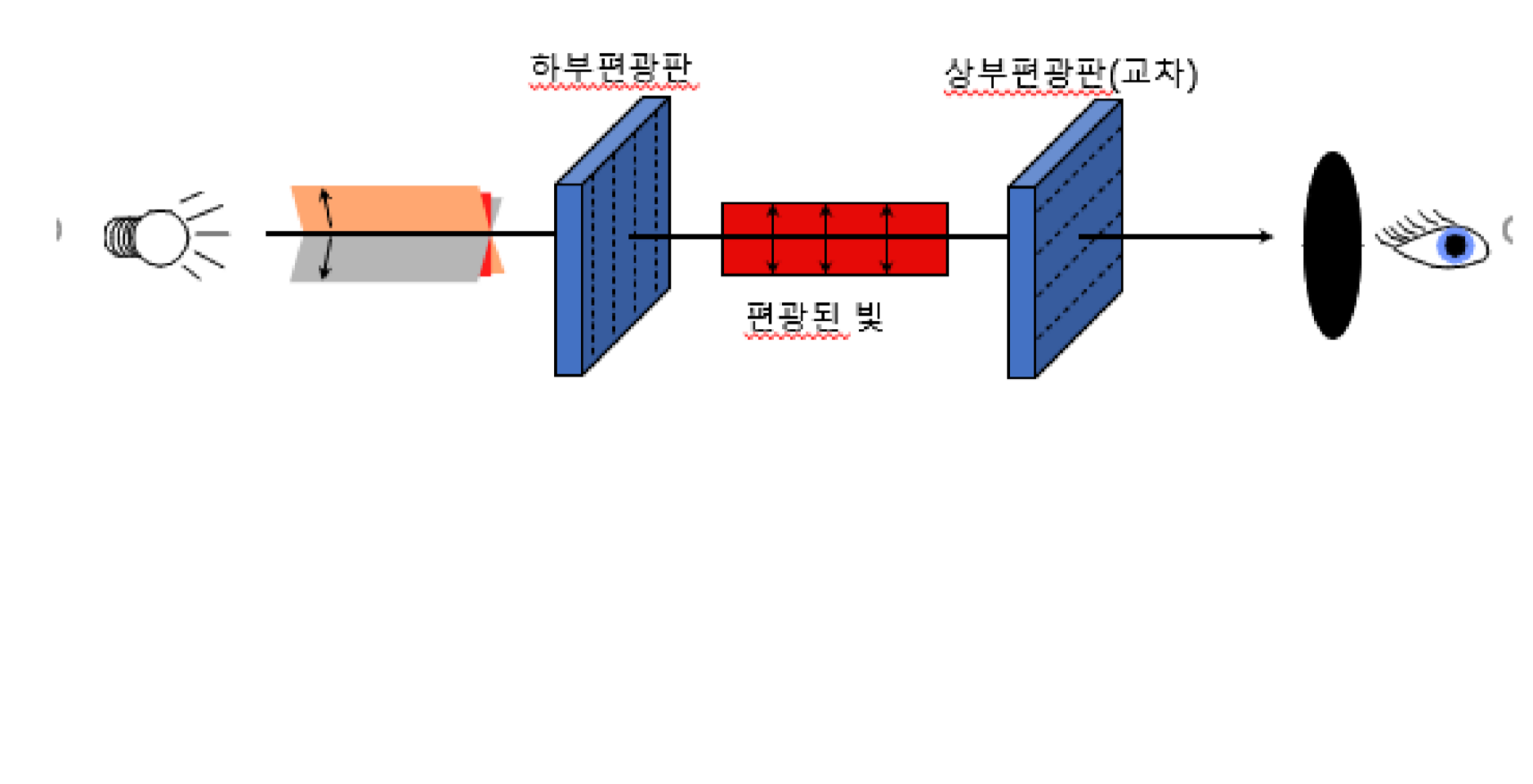
상부 편광판+하부 편광판의 구조

하부 편광판 진동방향과 상부 편광판을 수직하도록 삽입한다. 상부편광판은 진동방향이 수직인 전자기파를 차단하여 결국 모든 빛을 차단한다. 상부 편광판이 삽입된 상태를 직교니콜이라고 한다.

### 직교니콜시 광물 박편 삽입

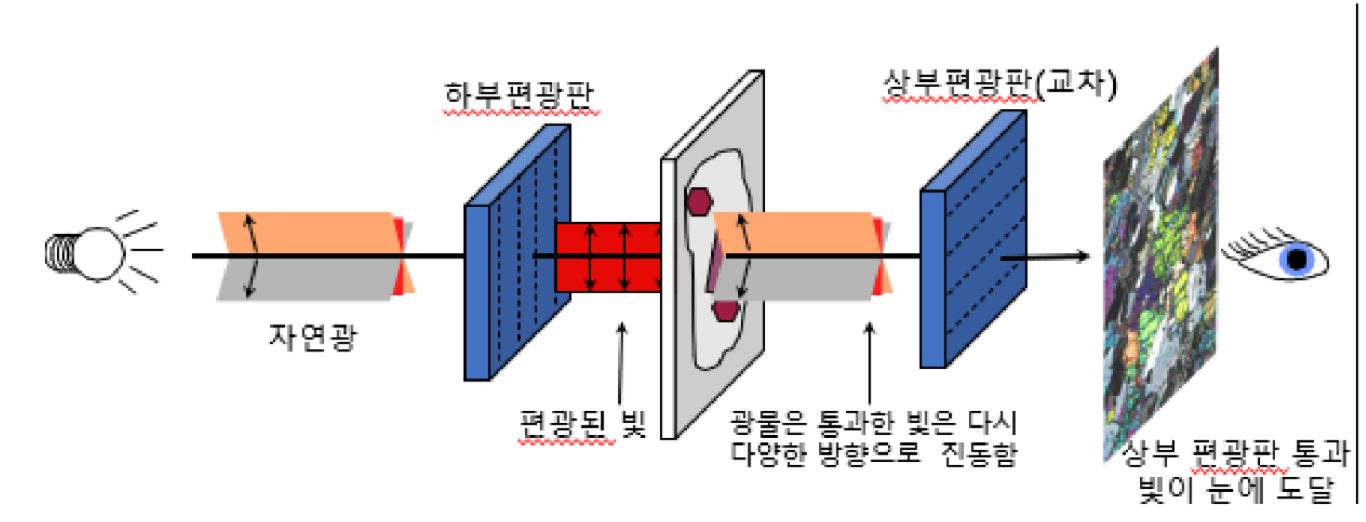
하부 편광판+광물 박편+상부 편광판 구조

직교니콜 상태에서 광물 박편이 삽입되면 광물에서 다양한 굴절이 일어난다. 각 광물의 특성에 따라 다양한 현상이 관찰 가능하다.

## 편광현미경을 통한 관찰

### 개방 니콜에서의 관찰
상부 편광판을 빼고 하부 편광판만을 사용하여 재물대를 회전시키면서 관찰하는 방법이다. 이때 나타나는 특성으로는 다색성이 있다. 이방체 광물 중 유색 광물은 재물대를 회전시키면 방향에 따라 광물이 빛을 흡수하는 정도가 달라져 색의 진함이 변하는데 이를 다색성이라고 한다.

### 직교 니콜에서의 관찰
상부 편광판과 하부 편광판을 모두 사용하여 재물대를 회전시키면서 관찰하는 방법이다. 광학적 등방체의 경우 빛이 통과하지 못한다(완전 소광). 석류석과 유리가 대표적이다. 이때 나타나는 특성으로는 간섭색과 소광이 있다. 간섭색은 복굴절에 의해 만들어진 두 개의 광선의 간섭효과로 나타난 다양한 색이다. 상광선과 이상광선의 위상 차이에 의한 간섭 효과이다. 광학적 이방체에서 무색 광물은 단순하지만, 유색광물은 다양하다. 소광이란 재물대를 회전시키면 간섭색이 없어지면서 어두워지는 현상이다. 1회 회전할 때 4회 소광이 일어난다. 소광과 다음 소광 사이 각도를 소광각이라고 하며 특징적인 광물의 경우 소광각이 특이하게 나타난다.

### 그 외 관찰 가능한 것들
1. 무색광물/유색광물
2. 광학적 등방체/광학적 이방체
3. 광물의 쪼개짐
4. 광물의 생성 순서(화성암)
5. 장석류의 쌍정
6. 파동 소광
7. 퇴적물의 모양 확인(원마도 측정 등 다양)